# Zelotes quipungo
Zelotes quipungo är en spindelart som beskrevs av FitzPatrick 2007. Zelotes quipungo ingår i släktet Zelotes och familjen plattbuksspindlar.
Artens utbredningsområde är Angola. Inga underarter finns listade i Catalogue of Life.